# Riječna bojna
Riječna bojna je plovna postrojba u sastavu Hrvatske kopnene vojske, dio je Inženjerijske pukovnije Zapovjedništva za obuku i doktrinu "Fran Krsto Frankopan". U sadašnjem je obliku ustrojena 2007. godine. Sjedište postrojbe je u osječkoj vojarni Vrbik, koja se nalazi na 16+800 rkm rijeke Drave.

## Povijest
Stalni nadzor rijeka Drave i Dunava te opskrba Nastavnog centra ZNG RH u Erdutu, prijevoz ljudstva, opskrba položaja naoružanjem, streljivom, hranom, lijekovima i izvlačenje ranjenih plovnim putem Drave i Dunava bile su temeljne zadaće riječnih snaga. Riječna satnija osnovana je 28. lipnja 1991. u 3. "A" brigadi ZNG-a, a već 1. kolovoza iste godine sudjelovala je u spašavanju civilnog stanovništva iz Aljmaša, Dalja i Erduta. Spašavanje je izvršeno brodovima i teglenicama, a prevezeno je oko 1500 ljudi. Odred Riječne ratne flotile Drava ("RRF "Drava") osnovan je 1. listopada 1991., a 1993. ustrojen je Drugi riječni zdrug Osijek čiji je svojevrsni nasljednik Riječna bojna. Postojao je i 1. riječni zdrug u Sisku, koji je prestao postojati.

## Ustrojstvo i zadaće
Riječna bojna ima pet ustrojbenih cjelina:
- Zapovjedništvo,
- Zapovjedni vod,
- Satniju riječnih brodova
- Minsko - protuminski vod, i
- Logistički vod.

Sve cjeline ove funkcionalne i dobro organizirane postrojbe u funkciji su provođenja njezinih zadaća - osiguranje planske i učinkovite obuke ustrojbenog sastava radi dostizanja i održavanja pune operativne sposobnosti za provedbu namjenskih zadaća, zadaća prema ciljevima snaga te neratnih zadaća kao i provođenje obuke iz svojih funkcionalnih područja za potrebe Inženjerijske pukovnije.
Među njezinim zadaćama su i one vezane uz angažman njezinih pripadnika u slučaju poplava. Tada se ustrojavaju namjenski organizirane snage za obranu od poplava u čijem su sastavu pripadnici Bojne osposobljeni za spašavanje ljudi i imovine u svim meteo i hidrouvjetima. Osim toga pripadnici Bojne osposobljeni su za nadzor plovnog puta i obala, prijevoz ronilaca, njihove opreme i osiguranja, te za potrebe traganja i spašavanja na unutarnjim vodama. Tako je primjerice cjelokupna posada dvaju ophodnih brodova u sastavu Satnije riječnih brodova osposobljena za samostalno obavljanje zadaća, a svi djelatnici imaju potrebnu vojno-stručnu specijalnost za svoju dužnost. Dio njih ima i civilna zvanja u unutarnjoj plovidbi.
U sastavu Riječne bojne i to u njezinu Minsko-protuminskom vodu su ronioci. Vod se sastoji od dvije desetine za zaprečavanje. Ronioci 1. desetine za zaprečavanje u sklopu Riječne bojne obučeni su za izvršavanje zadaća u teškim uvjetima ronjenja što znači ronjenje na dubinama do 40 metara u vodi sa smanjenom vidljivosti i smanjenom temperaturom, dnevno-noćna ronjenja, ronjenja u kontaminiranoj vodi, plavetnilu i slično. Opremljeni su lakom autonomnom ronilačkom opremom (LARO) s ronilačkim aparatima otvorenog kruga disanja na zrak. U Bojni su brodski ronioci, ronioci za nadzor i održavanje podvodnog dijela trupa broda na moru i plovnim rijekama, te protuminski za izvođenje protuminskih djelovanja na plovnim rijekama. Riječna bojna obuku svojih ronilaca provodi u suradnji s Bojnom za specijalna djelovanja i Hrvatskom ratnom mornaricom. Riječna bojna dobro surađuje s drugim postrojbama OSRH-a. Potrebno je istaknuti suradnju s HRM-om. Naime bojna gađanja s PZT 20 mm M71 ne provodi na ophodnom brodu OB 93 već u suradnji s Flotilom HRM-a tijekom provedbe redovitih bojnih gađanja brodova HRM-a.
Za održavanje materijalno-tehničkih i ostalih sredstava za rad zadužen je Logistički vod. Održavanje se provodi planski, a u Vodu su djelatnici za održavanje broda i brodskih sustava, brodski elektromehaničar i mehaničar koji je osposobljen za održavanje izvanbrodskih motora.
Zapovjedni vod namijenjen je pružanju potpore i osiguranju uvjeta za nesmetani rad postrojbi Riječne bojne u svakodnevnom radu i njezinu operativnom djelovanju.

## Flotila
Riječni ophodni brodovi iz sastava Satnije riječnih brodova:
- PB-91 Šokadija - izgrađen 1952. godine. Od 1991. do 2001. bio je u sastavu Prvog riječnog zdruga. Remontiran i ponovno porinut 6. lipnja 2003. godine. Radi se o prvom brodu hrvatske riječne ratne flotile, nekadašnje ime mu je bilo Slavonac
- PB-93

Također posjeduje i ophodne čamce, a aluminijskim desantnim čamcima koriste se namjenski organizirane snage koje sudjeluju u slučaju poplava i drugim potrebama.